# Wallfahrtskapelle zum Ölberg

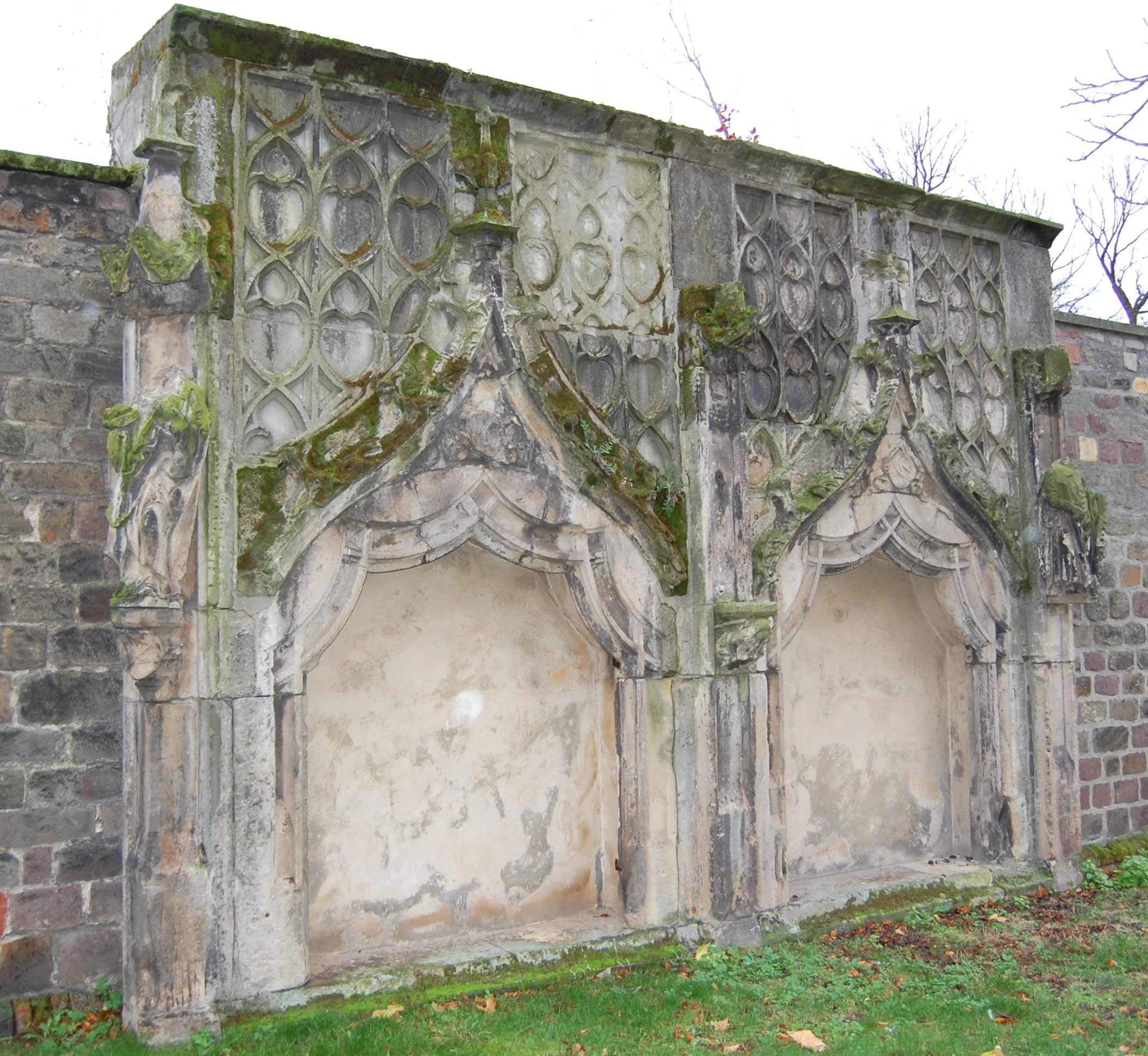
Erhalten gebliebenes Blendmaßwerk nördlich des Klosters

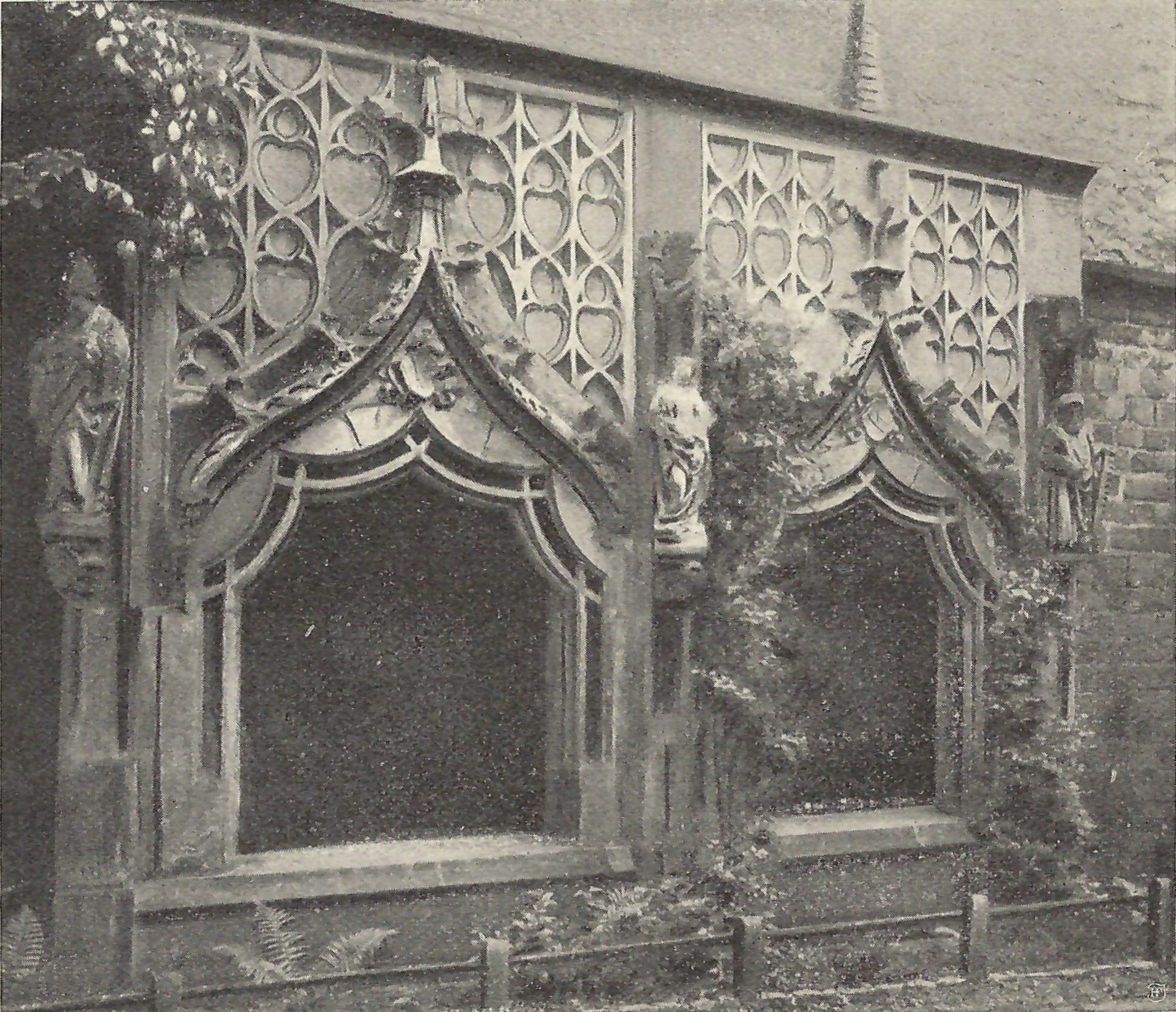
Ölbergkapelle, 1902 oder früher

Die Wallfahrtskapelle zum Ölberg, häufig fälschlich als Alexiuskapelle bezeichnet, war eine spätgotische Wallfahrtskapelle in der Magdeburger Altstadt. Von ihr ist nur ein Blendmaßwerk erhalten, das sich jedoch nicht am ursprünglichen Standort südlich des Klosters Unserer Lieben Frauen, sondern jetzt nördlich des Klosters befindet.

## Geschichte
Die Kapelle war 1506 auf dem Klosterkirchhof südlich des Klosters errichtet worden. In ihr befand sich eine plastische Darstellung des Leidens Christi in Gethsemane. Der Besuch der Kapelle samt Gebet sollte soviel gelten, wie der tatsächliche Besuch des Ölbergs in Palästina. Der Ruf des Klosters sollte so neu belebt werden. Sie gehörte zum dort befindlichen Alexiushospital. Trotzdem ist sie, entgegen häufigen Verwechslungen und Gleichsetzungen in der Literatur, nicht mit der älteren Alexiuskapelle identisch, die sich östlich der Wallfahrtskapelle zum Ölberg befand. In evangelischer Zeit diente die Kapelle als Erbbegräbnis des Kaufmanns Plattner, der hierfür eine Stiftung erbrachte, aus der noch bis in das 20. Jahrhundert hinein jeweils am 24. Juni eines Jahres eine Speisung für Arme erfolgte. Beide Kapellen wurden im Dreißigjährigen Krieg beschädigt und später zu einem Wirtschaftsgebäude umgebaut. Die Ölbergkapelle wurde so in einen Seitenflügel des Gebäudes Klosterkirchhof Nr. 2 einbezogen. 1888 wurden die Wirtschaftsgebäude und damit auch die Kapellen abgerissen.
Die kulturhistorisch heute als wichtiges Dokument spätgotischer Architektur in Magdeburg eingeschätzte Schaufassade der Wallfahrtskapelle zum Ölberg blieb jedoch erhalten und wurde an einer Mauer nördlich des Klosters aufgestellt.

## Architektur
Die Ölbergkapelle war ein zweijochiger Bau und verfügte über ein kleinteiliges Zellengewölbe. Die erhalten gebliebene, zweiachsige, fein gegliederte Schaufassade dürfte ursprünglich als Baldachinschrein für eine Ölberggruppe gedient haben. Die Fassade ist als vierteiliges Vorhangbogenfenster gestaltet. Die Flächen der Wände sind von einem Schneußengewebe in Netzform überzogen und lehnen sich an den französischen Flamboyant-Stil an. Die scharfgratigen Profile der Fenster überschneiden sich. Links und rechts befinden sich in Teilen noch erhaltene, auf Konsolen stehende, von Baldachinen überspannte Figuren.